# رادووان کریووکاپیچ
رادووان کریووکاپیچ (صربی: Radovan Krivokapić؛ زادهٔ ۱۴ اوت ۱۹۷۸) بازیکن سابق و مربی فوتبال اهل صربستان است.
از باشگاه‌هایی که در آن بازی کرده‌است می‌توان به باشگاه فوتبال انوسیس نئون پارالیمنی، باشگاه فوتبال ستاره سرخ بلگراد، باشگاه فوتبال ایراکلیس ۱۹۰۸، باشگاه فوتبال ویرا، و باشگاه فوتبال وویوودینا اشاره کرد.
وی همچنین در تیم‌های ملی فوتبال زیر ۲۱ سال صربستان و صربستان و مونته‌نگرو بازی کرده‌است.